# 赫伯特·博耶
赫伯特·博耶（英語：Herbert W. Boyer，1936年7月10日—），美国生物学家。

## 生平
1958年于宾夕法尼亚州圣文森特学院获生物学及化学学士学位。1963年于匹茨堡大学获博士学位。1976至1991年任旧金山加州大学生物化学教授，在那儿他发现细菌的基因可与真核生物基因结合。1977年他的实验室及其合作者率先合成并表达了肽编码基因。1978年8月，他用转基因细菌人工合成了胰岛素，随后在1979年合成了生长激素。1976年与罗伯特·斯旺森建立了基因泰克公司。1980年获拉斯克基础医学研究奖，1990年获国家科学奖章，2004年获邵逸夫奖。